# Hugh Fraser
Hugh Fraser (23 oktober 1945) is een Engelse acteur.
Fraser leerde acteren aan de Webber Douglas Academy of Dramatic Art en de London Academy of Music and Dramatic Arts.
Fraser trad regelmatig op in film- en televisierollen. Hij is het bekendst van zijn rol als Captain Hastings in de televisieserie Hercule Poirot naast David Suchet, en zijn rol als Arthur Wellesley, in de televisieserie Sharpe. Hij speelde ook een rol in de BBC-thriller Edge of Darkness.
Hij is getrouwd met de actrice Belinda Lang, zij hebben een dochter Lily.

## Selectie van film- en televisierollen
- Sharpe (1994-2006) - als Arthur Wellesley, 1st Duke of Wellington
- Agatha Christie's Poirot (1989-2002) - als Captain Arthur Hastings
- New Tricks (2004) - als Paul Adamson
- The Alan Clark Diaries (2004) - als Tristan Garel-Jones
- Death in Holy Orders (2003) - als George Gregory
- 101 Dalmatians (1996) - als Frederick
- Patriot Games (1992) - als Geoffrey Watkins
- Lorna Doone (1990) - als King James II
- Jack the Ripper (1988) – als Sir Charles Warren
- Edge of Darkness (1985) - als Robert Bennett
- Reilly, Ace of Spies - als Hill
- Curse of the Pink Panther (1983) - als Dr. Arno Stang
- The Draughtsman's Contract - als Mr Talman
- Firefox (1982) - als Police Inspector Tortyev
- Hanover Street (1979) - als Capt. Harold Lester
- The Man in the Iron Mask (1977) - als Montfleury